# 腦深部刺激
腦深部刺激（deep brain stimulation）
又稱腦部深層刺激、深腦刺激，是藉由植入腦深部神經核的電極刺激調控神經回路，以達改善症狀的一種治療。
一般利用立體定位技術經腦外科手術將刺激電極植入腦部的特定位置，另一端的腦部節律器則植入胸前皮下，其可發出電刺激來調節腦部不正常的活動訊息，控制運動症狀，達成治療目的。目前用來治療帕金森氏症、肌张力障碍、原發性震顫、難治性癲癇，亦有部分治療重性抑鬱障礙。